# Cynometra inaequifolia
Cynometra inaequifolia là một loài rau đậu thuộc họ Fabaceae.
Loài này có ở Malaysia, Philippines, và có thể cả Thái Lan.
Chúng hiện đang bị đe dọa vì mất môi trường sống.